# Mean time between failures
Mean time between failures of MTBF is een begrip in de bedrijfskunde. Vertaald betekent het 'gemiddeld storingsvrij interval', waarbij de storing slaat op een installatie of op de componenten daarvan. Het kan om elektronica, maar ook om hele treinen gaan. De MTBF is een methode om de betrouwbaarheid van onderdelen te vergelijken. Door de MTBF te meten kan worden bekeken waar het onderhoud kan worden geoptimaliseerd door onderdelen te vervangen. MTBF kan ook uitwijzen of een bepaalde onderhoudsstrategie werkt.

## Berekening
De methode is in een afbeelding weer te geven:
Hierin is
- MTTF, gemiddelde tijd tot aan storing of Mean Time Till Failure
- MTTD, gemiddelde tijd nodig voor de diagnose of Mean Time Till Diagnose. Dit deel wordt vaak weggelaten.
- MTTR, gemiddelde reparatietijd of Mean Time Till Repair

Samen geeft dat MTBF = MTTF + MTTD + MTTR.
De MTBF is de gemiddelde tijd die er tussen twee storingen optreedt, dus de totale gemeten tijd gedeeld door het totaal aantal opgetreden storingen.
Verondersteld dat de kans dat er in een bepaalde tijdsduur een storing optreedt recht evenredig is met de duur ervan, wordt de kansdichtheid voor een storing op enig moment in de toekomst gegeven door de exponentiële verdeling.

## Voorbeeld
Neem een nieuwe generatie SCSI vaste schijven van 2,5 inch. 15.400 eenheden draaien elk gedurende 1.000 uur, de test duurt dus iets minder dan zes weken. Er treden 11 storingen op.
MTBF = (15.400 x 1.000) uur / 11 = 1,4 miljoen uur
De berekende MTBF-resultaten zijn afhankelijk van de gebruikte methode en daarmee beperkt geldig binnen de parameters en criteria van die methode. De voorgenoemde methode is een praktijkgeval waarbij de omvang van de test ter discussie kan staan. De reikwijdte van dit MTBF-getal is het faalgedrag in de 1000 uur gebruik van de harddisk. Indien elke schijf gemiddeld na 1500 uur defect raakt, dan is de MTBF ineens 1500 uur, dus bijna een factor 1000 lager. Daarom is het goed beschrijven van de criteria van groot belang bij de opgave van de MTBF. Het is ook van belang om op te geven of de MTBF is bepaald op bedrijfstijd of kalendertijd: leidt gebruik sneller tot een defect of niet. Bij een harde schijf zal dit meestal het geval zijn, maar bij veel losse elektronica-onderdelen niet.

## Methodes
In veel gevallen gebruikt men modellen, aangezien er geen mogelijkheid is om proefondervindelijk de resultaten te vinden. Het gaat daarbij bijvoorbeeld om kapitale installaties of het falen zelf is niet acceptabel, zoals bij een nieuw vliegtuig of een kerncentrale. Voor dergelijke MTBF-getallen wordt via diverse methodieken een MTBF bepaald. Een methode is het bepalen van de som-MTBF van alle onderdelen die het falen van het totaal veroorzaakt. Voor militaire installaties worden de methoden uit het boekwerk MIL-HDBK-217 veel gebruikt. 
Een niet correcte MTBF is het gevolg van een verkeerde meetmethode, bijvoorbeeld door te weinig testuren of te weinig eenheden, verkeerde modellering of een aanpassing in het ontwerp zonder herberekening van de MTBF.
Een MTBF die lager dan wenselijk of acceptabel is moet altijd leiden tot acties om deze te verbeteren. Door onderzoek moeten de oorzaken van het falen worden geminimaliseerd op de plaatsen dat het mogelijk is. Daarnaast kunnen maatregelen worden genomen om de gevolgen van het falen te beperken tot een verminderde functie in plaats van een wegvallende functie. Men kan in kritieke gevallen kiezen voor het dubbel, redundant uitvoeren van installatiedelen. Dit kan leiden tot een lagere MTBF, omdat er dan meer delen zijn die defect kunnen raken, maar het effect is kleiner en beter aanvaardbaar. Voorbeelden zijn: dubbele sjorbanden, veiligheidskettingen of een tweede apparaat stand-by.